# 長塚節文学賞
長塚節文学賞（ながつかたかしぶんがくしょう）は、日本の文学賞。

## 概要
茨城県常総市出身の歌人・作家として知られる長塚節を広く顕彰するため、短編小説・短歌・俳句の3部門について作品を公募し、入選作品集の刊行などを通して、〈節のふるさと常総〉の文化を全国に発信していこうとするものである。1996年に創設された。募集内容は、短編小説は1人1編まで、短歌は1人2首まで、俳句は1人2句までで、いずれも自作、未発表作品に限られる。短編小説の場合は、400字詰原稿用紙21枚から50枚までとされている。短編小説部門では、大賞が1点選ばれ、賞金20万円や記念品などが贈られるほか、優秀賞や佳作などが選ばれる。短歌部門および俳句部門では、大賞が各1点選ばれ、記念品などが贈られるほか、優秀賞や佳作などが選ばれる。茨城県常総市・節のふるさと文化づくり協議会が主催している。時代小説作家の安住洋子は、第3回短編小説部門大賞受賞の「しずり雪」を収めた中短編集でデビューしている。

## 大賞受賞者一覧

### 短編小説部門
| 回     | 受賞作           | 著者       |
| ------ | ---------------- | ---------- |
| 第1回  | 恋歌             | 大庭桂     |
| 第2回  | 雪の歌           | 山岡敬和   |
| 第3回  | しずり雪         | 小河洋子   |
| 第4回  | かんでえらの日々 | 山田隆司   |
| 第5回  | 泥海二還ラズ     | 田中良彦   |
| 第6回  | 彼誰時           | 紺野真美子 |
| 第7回  | 紫蘇むらさきの   | 内田聖子   |
| 第8回  | 幸せの翠         | 松本敬子   |
| 第9回  | 幻               | 小松未都   |
| 第10回 | 風の櫛           | 沙木実里   |
| 第11回 | しまんちゅ       | 大野俊郎   |
| 第12回 | ヒマラヤ桜の下で | 冨岡美子   |
| 第13回 | 誓いの木         | 馬場美里   |
| 第14回 | 大部屋の源さん   | 斉藤せち   |
| 第15回 | 闇の音           | 西林久美子 |
| 第16回 | 該当作なし       | 該当作なし |
| 第17回 | 四重奏           | 絹谷朱美   |
| 第18回 | 海からの便り     | 内田東良   |
| 第19回 | 震える手         | 柿澤正志   |
| 第20回 | ずっと遥香さん   | 大橋克子   |
| 第21回 | まわり道         | 有未來     |
| 第22回 | 石を焼く         | 目黒広一   |
| 第23回 | 鱒               | 野里征彦   |
| 第24回 | 風の曳航         | 風野涼一   |
| 第25回 | ロングジャンプ   | 長谷川大介 |
| 第26回 | 棚田オルガン     | 黒沢佳     |
| 第27回 | 市松人形         | 本田雅俊   |

### 短歌部門
| 回     | 著者       |
| ------ | ---------- |
| 第1回  | 田村康治   |
| 第2回  | 青木保     |
| 第3回  | 神田三亀男 |
| 第4回  | 白田敦子   |
| 第5回  | 藤田光義   |
| 第6回  | 宮昭司     |
| 第7回  | 木村浩重   |
| 第8回  | 加藤恵美子 |
| 第9回  | 辻田悦子   |
| 第10回 | 富山富美子 |
| 第11回 | 大河内卓之 |
| 第12回 | 伊藤孝恵   |
| 第13回 | 針谷まさお |
| 第14回 | 政井繁之   |
| 第15回 | 小田倉量平 |
| 第16回 | 黒羽文男   |
| 第17回 | 深町一夫   |
| 第18回 | 岩岡正子   |
| 第19回 | 山口勝己   |
| 第20回 | 渡辺守     |
| 第21回 | 國米裕子   |
| 第22回 | 玉田志津   |
| 第23回 | 植野ヨシ子 |
| 第24回 | 船岡房公   |
| 第25回 | 東家芳寛   |
| 第26回 | 飯野久子   |
| 第27回 | 村崎絹代   |

### 俳句部門
| 回     | 著者       |
| ------ | ---------- |
| 第1回  | 佐藤茂夫   |
| 第2回  | 柏村四郎   |
| 第3回  | 安藤葉子   |
| 第4回  | 倉岡智江   |
| 第5回  | 小林静枝   |
| 第6回  | 野村洋子   |
| 第7回  | 石毛惠美子 |
| 第8回  | 高橋康子   |
| 第9回  | 古澤道夫   |
| 第10回 | 岩佐聖子   |
| 第11回 | 吉江正元   |
| 第12回 | 渡辺平江   |
| 第13回 | 井坂道子   |
| 第14回 | 野口光江   |
| 第15回 | 安藤陽子   |
| 第16回 | 井坂あさ   |
| 第17回 | 石崎雅男   |
| 第18回 | 添野眞一   |
| 第19回 | 野口英二   |
| 第20回 | 山﨑幸子   |
| 第21回 | 野口まさ子 |
| 第22回 | 川邊充雄   |
| 第23回 | 安部衣世   |
| 第24回 | 神郡貢     |
| 第25回 | 中澤一紅   |
| 第26回 | 浦城亮祐   |
| 第27回 | 甲斐瑠璃子 |